# Metalhead
Metalhead (originaltitel: Málmhaus) är en isländsk dramafilm från 2013 i regi av Ragnar Bragason. Den premiärvisades den 7 september 2013 vid Toronto International Film Festival. I Sverige visades filmen på Göteborg Film Festival den 28 februari 2014.

## Handling
Filmen handlar om Hera, som förlorar sin bror i en traktorolycka. Hon hanterar sorgen genom att ta över broderns hårdrocksintresse. Hera lär sig spela gitarr och drömmer om att bilda ett band, samtidigt tar sig hennes sorg också aggressiva och destruktiva uttryck. Föräldrarna söker tröst genom att engagera sig i kyrkokören och träffar där den nye prästen som tillsammans med den tillbakaflyttade barndomsvännen Knútur påverkar Heras liv.

## Rollista (i urval)
- Þorbjörg Helga Þorgilsdóttir – Hera
- Ingvar Eggert Sigurðsson – Karl
- Sveinn Ólafur Gunnarsson – Janus
- Halldóra Geirharðsdóttir – Droplaug
- Þröstur Leó Gunnarsson – Gunnar
- Sigrún Edda Björnsdóttir – Anna
- Magnús Ólafsson – Erlingur
- Diljá Valsdóttir – Hera som barn
- Hannes Óli Ágústsson – Knútur

## Mottagande
Metalhead fick positiva recensioner från filmkritiker.
Rotten Tomatoes rapporterade att 91 procent, baserat på 11 recensioner, hade satt ett genomsnittsbetyg på 7,5 av 10. På Metacritic nådde filmen genomsnittsbetyget 79 av 100, baserat på 4 recensioner.
Andy Webster vid The New York Times skrev: "Den visuellt skicklige Mr. Bragason sympatiserar med alla sina karaktärer... Så mycket att filmens sentimentala slutscen är dess enda felsteg. Men på vägen dit berör filmen något universellt och mycket värdefullt, om förlust, konst och ungdomsuppror". Filmen vann Eddapriset i åtta kategorier, bland annat för Bästa kvinnliga huvudroll.